# Thomas Milles
Thomas Milles (1550 k. –1626?) angol régiségbúvár, herold. 

## Élete
Vámhivatali tisztségviselő volt. Részt vett William Camden Britannia című művének szerkesztésében. Az ő, Camden és William Martyn (ker. 1562 - 1617) jogász, történész tévedéseit élesen kritizálta Ralph Brooke. Lefordította Robert Glover (1544–1588), Nobilitas politica et civilis (London, 1608) című művét. Részt vett az ARXAIO-PLOUTOS című fordítás és több mű kivonatát tartalmazó gyűjtemény szerkesztésében, mely a gallok, spanyolok és olaszok szokásait, kulturális hagyományait taglalta. Milles ehhez címertani és az angol szokásokra vonatkozó anyagot szolgáltatott.  
Heraldikai műve a The Catalogue of Honour, or Treasure of true Nobilitie (London, 1610), melyet nagyrészt anyai nagybátyja, Robert Glover, Somerset heroldja (1571–1588) szerkesztett. Érdekessége, hogy Charles Blount, Mountjoy bárója törvénytelen gyermekének képét szinte az összes példányból kivágták. A művet Jaggard, Shakespeare kiadója nyomtatta.     

## Művei a British Library katalógusában
- MILLES, Thomas: An Abridgement of the Customers Apologie, to be read more at large in Thesaurario Bodleyano Oxonii, etc. MS. notes [by the author]. [London, 1609?]

- MILLES, Thomas: An Abstract, almost Verbatim … of the Customers Apologie, written 18. yeares ago, to shew their Distresse in the Out-ports, as well through want of Maintenance and Meanes to beare out their Service; as Countenance, and Credit in regard of others. MS. notes [by the author]. [London, 1619?]

- MILLES, Thomas: An Out-port-customers Accompt of all his receipts … wherein he plainely sets downe, as well the Motives and occasions, as the Method and Style of all his former writings … All which … are heere … fitted to Capacity of Common Sense and Reason … With an open declaration of the Mystery itselfe, to perfect this Accompt, etc. Few MS. notes. [London, 1612?]

- MILLES, Thomas: The Catalogue of Honor, or Tresury of true Nobility, Peculiar and proper to the Isle of Great Britaine: that is to say: A Collection historicall of all the Free Monarches as well Kinges of England as Scotland … with the Princes of Walles, Dukes, Marquisses and Erles; their wives, children, Alliances, Families, Descentes, and Achievementes of Honor. Whereunto is … prefixed: A speciall Treatise of that kind of Nobility which Soverayne Grace, and favor, and Contryes Customes, have made meerly Politicall and peculiarly Civill … Translated out of Latyne [of R. Glover, etc. by T. Milles]. London : W. Jaggard, 1610.

Physical descr. pp. 1130 ; fol. General note  In this copy at p. 493, in the account given of Charles Blount Baron Montjoy, a paragraph mentioning his natural children has been cut out.  
- MILLES, Thomas: The Custumers Alphabet and Primer. Conteining their creede … their Ten Commandements … and Forme of Prayers. Togither with a pertinent Answere to All such as … would faine perswade others that the bringing home of Traffique must needes decay our shipping, etc. [London,] 1608.

- MILLES, Thomas: The Misterie of Iniquitie. Plainely layd open by a Lay-Christian … out of Truth in Humanity, and Rules of Naturall Reason. Whereby the World may see … the Proud and Vaine Comparison of a Cardinalles Red-Hat, and a Kings Golden Crowne, etc. MS. notes [by the author?]. [William Jaggard: London,] 1611.

- MILLES, Thomas: The Replie, Or Second Apologie. That is to say, an Aunswer to a confused Treatise of Publicke Commerce, printed … at Midlebourghe and London, … in favour of the private Society of Merchants-Adventurers. By a … Discourse of Exchange in Merchanidise, etc. J. Roberts: London, 1604.

- The Treasurie of auncient and moderne Times. Containing the learned Collections, judicious Readings, and memorable Observations … Translated out of … Pedro Mexio, and M. Francesco Sansovino … As also of … Anthonie Du Verdier, … Loys Guyon, … Claudius Gruget, etc. [by T. Milles.] (Ἀρχαιμ-Πλουτος, containing ten following books to the former Treasurie, etc.). 2 vol. W. Jaggard: London, 1613-19.